# 茹埃莱图尔县
茹埃莱图尔县（法語：canton de Joué-lès-Tours）是法国安德尔-卢瓦尔省的一个县（省级选区），中央投票站位于茹埃莱图尔。该县仅涵盖茹埃莱图尔1个市镇。